# Supertrain
Supertrain est une série télévisée américaine en un téléfilm pilote de 120 minutes et 8 épisodes de soixante minutes, créée par Earl W. Wallace et Donald E. Westlake et diffusée entre le 7 février 1979 et le 5 mai 1979 sur le réseau NBC.
La série est inédite dans les pays francophones.

## Synopsis
Dans le futur, la compagnie de chemins de fer américaine a mis en fonction le Supertrain qui parcourt le pays d'un bout à l'autre. Le Supertrain est un train à grande vitesse à propulsion nucléaire qui circule sur des voies à voie large. Il possède une piscine, un centre commercial, une salle de sport, une bibliothèque, une clinique et une discothèque. Les passagers vivent les histoires dans cet appareil futuriste disposant des dernières spécificités technologiques.

## Distribution
- Edward Andrews : Harry Flood
- Harrison Page : George Boone
- Robert Alda : Docteur Dan Lewis
- Patrick Collins : Dave Noonan
- Nita Talbot : Rose Casey
- Aarika Wells : Gilda
- Bill Nuckols : Wally
- Michael DeLano (en) : Lou Atkins
- Charlie Brill : Robert

## Épisodes
1. Express to Terror (120 minutes)
2. And a Cup of Kindness Too
3. Hail to the Chief
4. Superstar
5. The Queen and the Improbable Knight
6. A Very Formal Heist
7. Pirouette
8. The Green Girl
9. Where Have You Been Billy Boy

## Commentaires
Le téléfilm pilote, de 120 minutes en comptant la publicité, qui introduit la série et les personnages a été réalisé par le producteur et réalisateur Dan Curtis .

La série très coûteuse à produire (effets spéciaux, décors et guest stars prestigieuses) aurait dû être le succès de la saison 1978-1979 mais a été un énorme échec. La chaîne NBC comptait en effet sur elle pour concurrencer La croisière s'amuse, du même concept, avec plusieurs différences : les scénarios variants allant de la comédie à l'aventure en passant par le policier ou la science-fiction et l'action se passant dans un train.